# Dekanat Głogów – NMP Królowej Polski
Dekanat Głogów – NMP Królowej Polski – jeden z 30 dekanatów diecezji zielonogórsko-gorzowskiej.

## Władze dekanatu
- Dziekan – ks. kan. Zbigniew Walaszek
- Wicedziekan – ks. kan. Witold Pietsch
- Dekanalny ojciec duchowny – o. Arkadiusz Sojka CSsR (od 23.10.2023)[1]
- Dekanalny duszpasterz młodzieży i powołań - ks. Łukasz Niedzielski

## Parafie
Dekanat podzielony jest administracyjnie na 13 parafii. Znajduje się tutaj 28 kościołów i 7 kaplic.
- Brzeg Głogowski – parafia Bożego Ciała,
  - data erekcji – 1947 r.
  - księgi metrykalne – 1906 r.
  - kościoły filialne – Góra Św. Anny, Dobrzejowice, Kromolin, Wróblin Głogowski
  - cmentarze – Brzeg Głogowski, Kromolin
  - wiernych – 1380 os.
- Gaworzyce – parafia św. Barbary
  - data erekcji – 1366 r.
  - księgi metrykalne – 1945 r.
  - kościoły filialne – Gaworzyce, Nowa Jabłonna, Kłobuczyn, Koźlice
  - cmentarze – Gaworzyce, Nowa Jabłonna, Kłobuczyn, Koźlice
  - wiernych – 2760 os.
- Głogów (ul. Okrężna) – Parafia św. Wawrzyńca w Głogowie Kościół św. Wawrzyńca w Głogowie,
  - data erekcji – 1978 r.
  - księgi metrykalne – 1978 r.
  - cmentarze – komunalny – Brzostów
  - wiernych – 3200 os.
- Głogów (ul. Sikorskiego) – Parafia św. Klemensa Dworzaka w Głogowie Kościół św. Klemensa w Głogowie,
  - data erekcji – 1958 r.
  - księgi metrykalne – 1958 r.
  - kościoły filialne – Słone, kaplica oo. Redemptorystów
  - cmentarze – Biechów, Słone
  - wiernych – 15741 os.
- Głogów (ul. Legnicka) – Parafia św. Maksymiliana Marii Kolbego w Głogowie,
  - data erekcji – 1995 r.
  - księgi metrykalne – 1995 r.
  - kościoły filialne – kaplica szpitalna, kaplica Domu Opieki Społecznej
  - cmentarze – komunalny – ul. Legnicka
  - wiernych – 5550 os.
- Głogów (pl. kard. S. Wyszyńskiego) – Parafia Najświętszej Maryi Panny Królowej Polski w Głogowie,
  - data erekcji – 1988 r.
  - księgi metrykalne – 1988 r.
  - kościoły filialne – kaplica zakonna ss. służebniczek dębickich
  - wiernych – 18900 os.
- Jaczów – parafia św. Apostołów Szymona i Judy Tadeusza,
  - data erekcji – 1291 r.
  - księgi metrykalne – 1715 r.
  - kościoły filialne – Jerzmanowa
  - wiernych – 2650 os.
- Jakubów – Parafia św. Jakuba Apostoła
  - Sanktuarium św. Jakuba Apostoła.
  - data erekcji – 1376 r.
  - księgi metrykalne – 1803 r.
  - kościoły filialne – Kurowice, Nielubia
  - cmentarze – Kurowice, Nielubia, Jakubów, Wierzchowice
  - wiernych – 2 500 os.
- Kłoda – parafia św. Bartłomieja, obsługuje parafia Kurów Wielki,
  - data erekcji – 1366 r.
  - kościoły filialne – Żukowice
  - wiernych – 560
- Kłobuczyn – parafia św. Jadwigi Śląskiej, obsługuje parafia Gaworzyce,
- Kurów Wielki – parafia św. Jana Chrzciciela,
  - data erekcji – 1376 r.
  - księgi metrykalne – 1945 r.
  - kościoły filialne - Szczepów
  - cmentarze – Kurów Wielki
  - wiernych – 1080 os.
- Łagoszów Wielki – parafia św. Michała Archanioła,
  - data erekcji – 1376 r.
  - księgi metrykalne – 1793 r.
  - kościoły filialne – Buczyna, Nowa Kuźnia, Radwanice, Sieroszowice
  - cmentarze – Łagoszów Wielki, Buczyna, Sieroszowice
  - wiernych – 3007 os.
- Rapocin – parafia św. Wawrzyńca, obsługuje parafia Wniebowzięcia Najświętszej Maryi Panny w Głogowie;
  - data erekcji – 1946 r.
  - księgi metrykalne – 1946 r.
  - wiernych – 965 os.